# Timandra responsaria
Timandra responsaria är en fjärilsart som beskrevs av Moore 1888. Timandra responsaria ingår i släktet Timandra och familjen mätare. Inga underarter finns listade i Catalogue of Life.